# سدیم کلرید
سدیم کلرید (به انگلیسی: Sodium Chloride) که در فارسی به آن نمک خوراکی گفته می‌شود و فرمول شیمیایی آن NaCl است، یک ترکیب یونی است که از نسبت‌های معادل سدیم و کلر تشکیل شده‌است. سدیم کلرید ترکیب اصلی تشکیل‌دهنده نمک طعام است و بخش اعظم شوری آب اقیانوس‌ها نیز به‌دلیل این ترکیب است. در بلور نمک خوراکی، هر یون مثبت (Na) توسط شش یون منفی (Cl) احاطه شده‌است. نمک طعام اغلب به عنوان چاشنی و طعم‌دهنده از قرن‌ها پیش در آشپزی و تولید مواد غذایی به کار می‌رود. همچنین به دلیل تأثیر آن در جلوگیری از رشد ریزجانداران (میکروارگانیسم‌ها) در نگهداری مواد غذایی مانند تهیه رب و ترشی یا ماهی و گوشت نمک سود مصرف شده‌است. این ماده سفیدرنگ در صنعت نیز کاربردهایی دارد.
منبع اصلی تهیه سدیم کلرید معادن نمک می‌باشند، ولی از آب‌های شور (دریاها و دریاچه‌های آب شور) نیز قابل استحصال است.
سدیم کلرید، یک ترکیب یونی است که از واکنش بین فلز سدیم(11Na) و گاز کلر(17Cl) به‌دست می‌آید. این واکنش همراه با تولید گرما و نور انجام می‌گیرد. در طی این واکنش یک الکترون از اتم‌های سدیم به اتم‌های کلر منتقل می‌شود و هر دو به آرایش هشت‌تایی می‌رسند. در این فرایند سدیم به کاتیون سدیم و کلر به آنیون کلرید تبدیل می‌شود. گرچه باید گفت که انتقال الکترون بین سدیم و کلر با توجه به آزمایش‌های صورت گرفته به وسیلهٔ پرتوهای X کامل صورت نمی‌پذیرد و بازهم ابر الکترونی مشترک بین آنها وجود دارد. به عبارت دیگر سدیم ۱۰٫۰۵ الکترون و کلر ۱۷٫۷ الکترون در اطراف خود دارد.

## نگارخانه

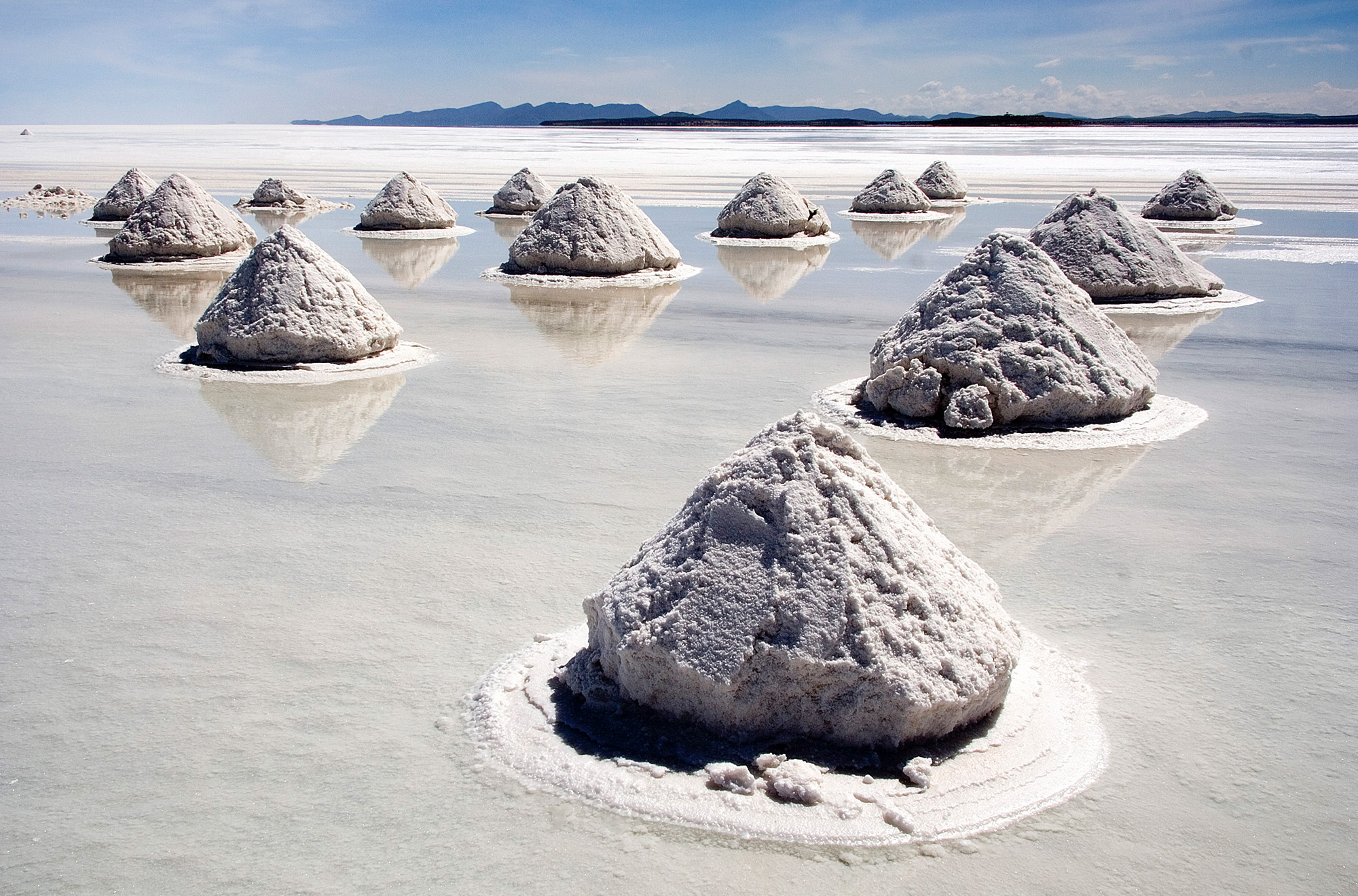
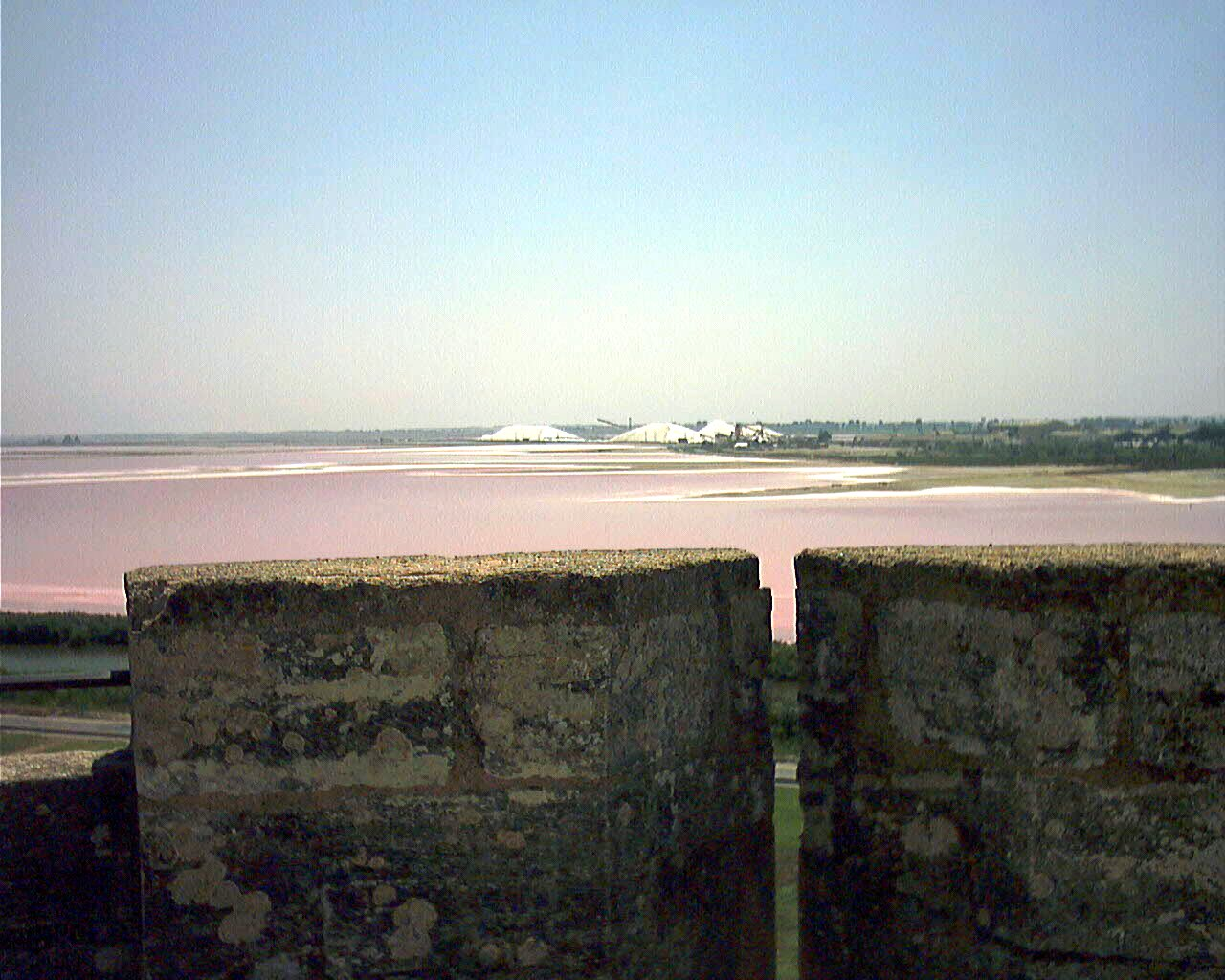